# گریگوری برانگر
گریگوری برانگر (انگلیسی: Grégory Béranger؛ زادهٔ ۳۰ اوت ۱۹۸۱) بازیکن فوتبال اهل فرانسه است.
از باشگاه‌هایی که در آن بازی کرده‌است می‌توان به باشگاه ورزشی تنریف، باشگاه فوتبال لاس پالماس، باشگاه فوتبال کن، باشگاه فوتبال بارسلونا، باشگاه فوتبال الچه، باشگاه فوتبال نومانسیا، و باشگاه فوتبال اسپانیول اشاره کرد.